# Antrusa chrysotegula
Antrusa chrysotegula är en stekelart som först beskrevs av Vladimir Ivanovich Tobias 1986.  Antrusa chrysotegula ingår i släktet Antrusa och familjen bracksteklar. Inga underarter finns listade i Catalogue of Life.